# 210 (liczba)
210 (dwieście dziesięć) – liczba naturalna następująca po 209 i poprzedzająca 211.

## W matematyce
- 210 jest liczbą Harshada[1]
- 210 jest liczbą trójkątną[2]
- 210 jest liczbą pięciokątną[3]
- 210 jest drugą liczbą która jest jednocześnie liczbą trójkątną i pięciokątną (pierwsza to 1, a trzecia to 40755)
- 210 jest liczbą praktyczną[4]
- 210 jest liczbą proniczną[5]
- 210 jest sumą kolejnych ośmiu liczb pierwszych (13 + 17 + 19 + 23 + 29 + 31 + 37 + 41)
- 210 jest iloczynem kolejnych czterech liczb pierwszych (2 × 3 × 5 × 7)
- 210 jest palindromem liczbowym, czyli może być czytana w obu kierunkach, w pozycyjnym systemie liczbowym o bazie 11 (181) oraz bazie 20 (AA)
- 210 należy do czternastu trójek pitagorejskich (72, 210, 222), (112, 210, 238), (126, 168, 210), (176, 210, 274), (200, 210, 290), (210, 280, 350), (210, 416, 466), (210, 504, 546), (210, 720, 750), (210, 1216, 1234), (210, 1568, 1582), (210, 2200, 2210), (210, 3672, 3678), (210, 11024, 11026).

## W nauce
- galaktyka NGC 210
- planetoida (210) Isabella
- kometa krótkookresowa 210P/Christensen

## W kalendarzu
210. dniem w roku jest 29 lipca (w latach przestępnych jest to 28 lipca). Zobacz też co wydarzyło się w roku 210, oraz w roku 210 p.n.e.